# Cis bidentatus
Cis bidentatus es una especie de coleóptero de la familia Ciidae.

## Distribución geográfica
Habita en Europa.